# Sun Myung Moon
Sun Myung Moon, nato con il nome di Mun Yong-myeong (문선명?; Chŏngju, 25 febbraio 1920 – Contea di Gapyeong, 3 settembre 2012), è stato un predicatore sudcoreano, fondatore, predecessore della Chiesa dell'unificazione nonché presidente della Universal Peace Federation.
Moon è stato un leader religioso e una personalità legata a vasti interessi religiosi di portata mondiale. Moon è il fondatore della Chiesa dell'unificazione, ben nota in tutto il mondo per i suoi matrimoni di massa. Tra le attività iniziate vi è anche il giornale americano The Washington Times.
Nato nell'attuale Corea del Nord, la famiglia di Moon si convertì al Cristianesimo quando egli era bambino. Nel 1954 fondò la Chiesa dell'unificazione a Seul, in Corea del Sud, un movimento religioso che si fonda su insegnamenti orientati al valore della famiglia, da una nuova interpretazione della Bibbia. Moon delinea questi principi nel suo libro Esposizione del Principio Divino, pubblicato nel 1957. Negli anni sessanta e settanta, Moon divenne una figura guida di un rinnovamento religioso negli Stati Uniti.
I seguaci, che vennero poi chiamati "Moonisti", lo chiamarono Vero Padre. Il 1982 fu forse l'apice della visibilità di Moon; condusse più di migliaia di cerimonie di Benedizione (così viene definito il matrimonio all'interno della sua chiesa, spesso condotto sotto forma di matrimonio di massa) tenutesi al Madison Square Garden. Fondò numerose associazioni civiche, espanse le sue attività e le organizzazioni affiliate. Da convinto anti-comunista, il suo supporto alla causa degli schieramenti di destra fece sì che il Washington Times divenisse un rispettato giornale negli ambienti conservatori. La Chiesa dell'unificazione, pur ritiratasi dalla scena pubblica a seguito della morte di Moon, si è espansa nella maggior parte delle nazioni del mondo.

## Biografia
Nato col nome di Mun Yong-myeong, Moon affermò che all'età di 16 anni gli apparve, durante la preghiera, Gesù, dandogli il compito di portare avanti la sua missione. Nel 1946 iniziò la sua predicazione trasferendosi a Pyongyang e fondando la chiesa Kang Hei (it. "Grande Mare"). Accusato, stando a quanto affermato dal movimento, di essere una spia della Corea del Sud, fu rinchiuso nel campo di lavoro di Hung-nam per una pena di cinque anni, ma riuscì a scappare a Busan grazie all'arrivo della coalizione delle forze armate delle Nazioni Unite, nel 1950. Nel 1953 si trasferì a Seul e nel 1954 fondò l'Associazione Spirituale per l'Unificazione del Mondo Cristiano. Le chiese tradizionali gli si opposero. Infatti, il suo insegnamento destava l'interesse della popolazione, in particolare tra gli studenti universitari, che abbandonavano le Università per seguire i suoi insegnamenti. Fu nuovamente arrestato, ma venne assolto nel 1955.
Nel 1958 inviò i primi missionari in Giappone e nel 1959 negli Stati Uniti d'America. Nel 1960 sposò Hak Ja Han e nel 1972 si trasferì con la moglie negli USA, dove iniziò la sua predicazione a livello nazionale. Tenne grandi discorsi pubblici al Madison Square Garden di New York nel 1974, allo Yankee Stadium; sempre a New York e nel settembre dello stesso anno a Washington. In questi anni Moon e la moglie iniziarono a definire loro stessi, in sermoni e orazioni, Veri Genitori: infatti nella dottrina religiosa portata avanti dalla Chiesa dell'unificazione si sostiene che la vera missione di Gesù era quella di restaurare la famiglia originale, quella che Adamo ed Eva avrebbero dovuto realizzare prima della caduta; essendo Gesù morto prima di aver contratto matrimonio, si è reso necessario un secondo avvento del Messia.
Il matrimonio di Moon è stato dunque indicato come prima vera famiglia originale. Tra le attività certamente più note del Reverendo Moon ci sono i matrimoni di massa organizzati, chiamati Benedizioni. Nel 1982 il Reverendo Moon fondò il quotidiano conservatore statunitense The Washington Times. Nel 1984 il reverendo venne condannato per evasione fiscale e trascorse 13 mesi nel carcere di Danbury (Connecticut, USA). Tuttavia, altre Chiese e movimenti religiosi indissero una manifestazione protestando contro il suo arresto, poiché giudicato influenzato da pregiudizi religiosi e non supportato da valide prove.
Uscito dal carcere in anticipo per buona condotta, cercò di potenziare sempre più l'opera della sua chiesa e promuovere molte associazioni di carattere politico, caritativo e religioso, spendendosi personalmente in una battaglia culturale contro il comunismo internazionale. Nel 1994 dichiarò che l'esperienza della Chiesa dell'unificazione si poteva considerare terminata. I suoi aderenti furono così invitati ad aderire alla Federazione delle Famiglie per la Pace e l'Unificazione Mondiale, che si proponeva di riunire persone anche non aderenti al movimento ma che desideravano vedere celebrato il proprio matrimonio dal reverendo Moon.
Dopo anni di silenzi, il movimento è tornato alla ribalta quando nel 2001 il vescovo Emmanuel Milingo dichiarò pubblicamente la sua adesione al movimento del reverendo Moon, sposando successivamente, il 27 maggio 2001, durante un matrimonio collettivo, la coreana Maria Sung. Il movimento del reverendo Moon si è poi allargato a vari livelli dopo la creazione della IIFWP (Interreligious and International Federation for World Peace) e della UPF (Universal Peace Federation) il 12 settembre 2005.

## Principi fondamentali della Chiesa dell'Unificazione
Moon scrisse l'Esposizione del Principio Divino, che costituisce la dottrina da lui insegnata per tutta la sua vita, seguita dai milioni di seguaci della Chiesa dell'unificazione. Essa deriva da una nuova rivelata interpretazione dei testi sacri della Bibbia, Antico e Nuovo Testamento, unitamente alle filosofie orientali, che costituiscono il background culturale della terra di Corea, da cui proviene.